# Курголовская эколого-этнографическая тропа
Ку́рголовская эко́лого-этнографи́ческая тропа́ — пешеходный туристический маршрут в Ленинградской области, расположен в Токсовском природном парке, имеющем статус особо охраняемой природной территории. Протяжённость маршрута — 2.3 км. Маршрут круговой, с выходом к берегу Курголовского озера. Тропа является 41-й в рамках приоритетного проекта «Тропа-47» (число «47» соответствует номеру Ленобласти как региона). 
Первый эколого-этнографический маршрут в регионе, инфраструктура которого выполнена из вторичного сырья — двух тонн невостребованных пластиковых упаковок. Также является первой этнотропой, посвящённой истории малочисленных прибалтийско-финских коренных народов Ленинградской области.